# Miyack
Miyack（本名：渡辺美和子、1964年9月19日 -）は日本の女性アコーディオン奏者。埼玉県出身。

## 略歴
国立音楽大学ピアノ科卒。二期会オペラ・コレペティー塾修了。
1994年にドイツ・ハンメルベルク・ムジカアカデミー参加。フランス公演中、地下鉄でアコーディオンと出会い、日本で金子万久の門をたたく。
レコーディングやソロ活動とともに、ヴァイオリンとの「Deux　Marchés」を結成。
2010年4月にスペインのゲルニカ平和コンサート出演。長崎の被爆マリアと同行し話題を呼ぶ。
東京フィルハーモニー交響楽団との共演も多く、現代作品「ホログラム」、ショスタコビッチ「ジャズ組曲」、オペラ「ヴォツェック」等に出演。

## CD
- 「パルケ」
- 「Deux Marchés No.1」
- 「Voyage 旅」